# Шишкович, Радмила
Радмила (Рада) Шишкович (сербохорв. Радмила (Рада) Шишковић; 6 сентября 1923, Велико-Орашье — 3 мая 1943, Фоча) — югославская партизанка времён Народно-освободительной войны Югославии, Народный герой Югославии.

## Биография

### Начало партизанской деятельности
Родилась 6 сентября 1923 года в селе Велико-Орашье у Велика-Планы. В 1926 году перебралась с родителями в Смедеревска-Паланку, где её отец Иван работал служащим. Окончила начальную школу с отличием, поступила в гимназию в Смедеревска-Паланке. На момент начала войны училась в шестом классе гимназии, девушке было 17 лет.
Благодаря своему старшему брату и одноклассникам Радмила познакомилась с революционным молодёжным движением. В первые месяцы войны была членом Союза коммунистической молодёжи Югославии, участвовала в партизанских акциях в Смередевска-Паланке и окрестностях, доставляя поручения члену местного комитета СКМЮ Брано Евтичу. Занималась оказанием помощи народно-освободительному партизанскому движению, закупая медикаменты и обеспечивая систему паролей и явок для партизан.
В июле 1941 года она занималась подпольной деятельностью по снабжению Азаньской партизанской роты в Доне-Ясенице, а также была её курьером. В августе 1941 года она работала в Раче-Крагуевацкой и поддерживала связь со 2-м Шумадийским партизанским отрядом. По возвращении в Смедеревска-Паланку она узнала, что её разыскивают жандармы. С учётом того, что 20 июля 1941 года немцами около Смедеревска-Паланки были расстреляны 16 партизан, Радмила решила сообщить партизанам, что необходимо уйти из города. Несмотря на протесты родителей и нежелание видеть дочь в партизанах, которая была слишком юной для этого, Радмила в конце августа ушла из Паланки и скрылась в партизанских рядах.

### Во 2-м Шумадийском партизанском отряде
Она несла служу в Паланацкой партизанской роте 2-го Шумадийского отряда. Командование роты попыталось безуспешно отправить Радмилу обратно в город, после чего оставило её в партизанском отряде. Она работала сначала в техническом отделе, но желала сражаться в первых рядах. С сентября 1941 года Радмила стала стрелком (из пистолета-пулемёта) и бомбашем, став заодно первой женщиной-партизанкой Паланацкой роты и одной из первых женщин во 2-м Шумадийском партизанском отряде.
Она сражалась на передовой во многих боях. 23 сентября 1941 года в Азаньской битве (около местечка Азаня) её рота вела бой против 450 немецких солдат и офицеров. Радмила проявила выдающееся мужество и бесстрашие в этом сражении. Также она вместе с группой партизан участвовала в разрушении железнодорожных путей между Глибовацем и Кусадаком, перерезании телефонных проводов и перекапывании дорог, а однажды ночью её отряд сжёг немецкий склад в Смедеревска-Паланке. Хотя она была совсем юной, но сама добровольцем просилась в каждую акцию. Участвовала в боях на Руднике осенью 1941 года во время Первого антипартизанского наступления против превосходящих немецких сил.
В декабре 1941 года после отступления партизан ушла в Санджак, а затем и в Восточную Боснию. 1 марта 1942 года стала бойцом 2-й пролетарской ударной бригады. Во время Второго антипартизанского наступления участвовала в боях за Борики, Рогатицу, Власеницу и другие места. Легенды о её храбрости, уверенности и находчивости распространились среди партизан. Её любили и обожали сослуживцы, называя ласково Радмилу «Радой». После битвы за Купрес в августе 1942 года Верховный главнокомандующий Народно-освободительной армией и партизанскими отрядами Югославии Иосип Броз Тито отметил «партизанку Шишкович Раду, которая даёт пример своим товарищам, как надо бить врага». Она была принята в ряды Коммунистической партии Югославии и назначена заместителем политрука роты.

### Гибель и память
17 апреля 1943 года батальон рады переходил Дрину недалеко от Фочи, где на другой стороне реки в окопах и огневых точках расположились части югославских четников. В ходе завязавшихся боёв значительная часть батальона погибла на горе Плиеш. Оставшиеся солдаты не могли удержать высоту, но Рада воодушевила своих бойцов и пошла на противника, осыпая его гранатами. Рада получила тяжёлое ранение, однако отказалась уходить с поля боя, пока бойцы не заняли Плиеш. 3 мая 1943 года от полученных ранений Рада скончалась в больнице 2-й пролетарской ударной бригады.
20 декабря 1951 года указом Президиума Народной Скупщины ФНРЮ Радмиле Шишкович посмертно присвоили звание Народного героя Югославии. Имя Радмилы Шишкович присвоено начальной школе в Смедеревска-Паланке, в 1963 году во дворе школы открыт памятник.